# Vissaias
Vissaias (Visayas) é o grupo central de ilhas das Filipinas (os outros dois grupos são Lução, a norte e Mindanau, a sul).
As principais ilhas deste grupo são:
- Panai
- Negros
- Cebu
- Bojol
- Leyte
- Samar

## Regiões e Províncias
O grupo Vissaias está dividido em 3 regiões, subdivididas em 16 províncias.

### Vissaias Ocidentais (Região VI)
Vissaias Ocidentais consistem na ilha Panai mais a metade ocidental da ilha de Negros. As suas províncias são:
- Aklan
- Antique
- Capiz
- Guimaras
- Iloilo
- Negros Ocidental

### Vissaias Centrais(Região VII)
Vissaias Centrais incluem as ilha de Cebu e Bojol e a metade oriental da ilha de Negros. As suas províncias são:
- Bojol
- Cebu
- Negros Oriental
- Siquijor

### Vissaias Orientais(Região VIII)
Vissaias Orientais consistem nas ilhas Leyte e Samar. As suas províncias são:
- Biliran
- Leyte
- Leyte Sul
- Samar Oriental
- Samar Norte
- Samar

## Lendas
Existem lendas, compiladas no livro “Maragtas”, sobre 10 chefes (“datus”) que escaparam da tirania do Datu Makatunaw de Bornéu para a ilha Panai e que se acredita serem, junto com os seus seguidores, os antepassados dos “Vissaias”.  A sua chegada é celebrada no festival “Ati-atihan” em Kalibo, Aklan. Apesar de constituírem uma lenda, esta história é baseada em factos verídicos compilados num livro de Pedro Alcantara Monteclaro, em 1907.